# Rasbora
Cá lòng tong hay Cá lòng tong đá (Danh pháp khoa học: Rasbora) là một chi cá trong họ Cá chép, gồm các loại cá cỡ nhỏ sống ở môi trường nước ngọt. Lòng tong là nhóm cá khá phổ biến, có thể sống tại những khu vực có nước chảy mùa mưa và nước tù hãm mùa khô.

## Đặc điểm
Cá lòng tong thuộc nhóm cá thịt trắng, giàu chất đạm và các vitamin A, B, D, chất khoáng như phôtpho và calci. Cá chứa ít chất béo hơn thịt nên dễ tiêu hóa. Cá lòng tong xưa nay được người người ta dùng để kho, kho khô hoặc kho nước với tiêu bột ăn cơm nóng, mình cá bóng nhẫy những mỡ một cách hấp dẫn. Những người bị bệnh tăng huyết áp hoặc bị phù thũng do xơ gan, suy tim, suy thận nên tránh xa món cá kho vì rất mặn.

## Các loài
Hiện hành có 83 loài được ghi nhận trong chi này
- Rasbora amplistriga Kottelat, 2000
- Rasbora api Lumbantobing, 2010
- Rasbora aprotaenia C. L. Hubbs & Brittan, 1954
- Rasbora argyrotaenia Bleeker, 1850 (Silver rasbora)
- Rasbora armitagei Anjana Silva, Maduwage & Pethiyagoda, 2010
- Rasbora arundinata Lumbantobing, 2014 [7]
- Rasbora atranus Kottelat & H. H. Tan, 2011 [8]
- Rasbora atridorsalis Kottelat & X. L. Chu, 1987
- Rasbora aurotaenia Tirant, 1885 (Pale rasbora)
- Rasbora baliensis C. L. Hubbs & Brittan, 1954
- Rasbora bankanensis Bleeker, 1853
- Rasbora beauforti Hardenberg, 1937 (Spotlight rasbora)
- Rasbora bindumatoga Lumbantobing, 2014 [7]
- Rasbora borapetensis H. M. Smith, 1934 (Blackline rasbora)
- Rasbora borneensis Bleeker, 1860
- Rasbora bunguranensis Brittan, 1951
- Rasbora caudimaculata Volz, 1903 (Greater scissortail)
- Rasbora caverii Jerdon, 1849 (Cauvery rasbora)
- Rasbora cephalotaenia Bleeker, 1852
- Rasbora chrysotaenia C. G. E. Ahl, 1937 (Goldstripe rasbora)
- Rasbora cryptica Kottelat & H. H. Tan, 2012 [6]
- Rasbora daniconius F. Hamilton, 1822 (Slender rasbora)
- Rasbora dies Kottelat, 2008
- Rasbora dorsinotata Kottelat & X. L. Chu, 1987
- Rasbora dusonensis Bleeker, 1851 (Rosefin rasbora)
- Rasbora einthovenii Bleeker, 1851 (Brilliant rasbora)
- Rasbora elegans Volz, 1903 (Twospot rasbora)
- Rasbora ennealepis T. R. Roberts, 1989
- Rasbora everetti Boulenger, 1895
- Rasbora gerlachi C. G. E. Ahl, 1928
- Rasbora haru Lumbantobing, 2014 [7]
- Rasbora hobelmani Kottelat, 1984 (Kottelat rasbora)
- Rasbora hosii Boulenger, 1895
- Rasbora hubbsi Brittan, 1954
- Rasbora jacobsoni M. C. W. Weber & de Beaufort, 1916
- Rasbora johannae Siebert & Guiry, 1996
- Rasbora kalbarensis Kottelat, 1991 (Kalbar rasbora)
- Rasbora kalochroma Bleeker, 1851 (Clown rasbora)
- Rasbora kluetensis Lumbantobing, 2010
- Rasbora kobonensis B. L. Chaudhuri, 1913
- Rasbora kottelati K. K. P. Lim, 1995
- Rasbora labiosa Mukerji, 1935
- Rasbora lacrimula Hadiaty & Kottelat, 2009
- Rasbora lateristriata Bleeker, 1854 (Yellow rasbora)
- Rasbora laticlavia Siebert & P. J. Richardson, 1997
- Rasbora leptosoma Bleeker, 1855 (Copperstripe rasbora)
- Rasbora maninjau Lumbantobing, 2014 [7]
- Rasbora meinkeni de Beaufort, 1931
- Rasbora naggsi Anjana Silva, Maduwage & Pethiyagoda, 2010
- Rasbora nematotaenia C. L. Hubbs & Brittan, 1954
- Rasbora nodulosa Lumbantobing, 2010
- Rasbora notura Kottelat, 2005
- Rasbora ornata Vishwanath & Laisram, 2005
- Rasbora patrickyapi H. H. Tan, 2009
- Rasbora paucisqualis C. G. E. Ahl, 1935 (Largescaled rasbora)
- Rasbora paviana Tirant, 1885 (Sidestripe rasbora)
- Rasbora philippina Günther, 1880 (Mindanao rasbora)
- Rasbora rasbora F. Hamilton, 1822 (Gangetic scissortail rasbora)
- Rasbora reticulata M. C. W. Weber & de Beaufort, 1915
- Rasbora rheophila Kottelat, 2012 [5]
- Rasbora rubrodorsalis Donoso-Büchner & J. Schmidt, 1997
- Rasbora rutteni M. C. W. Weber & de Beaufort, 1916
- Rasbora sarawakensis Brittan, 1951
- Rasbora semilineata M. C. W. Weber & de Beaufort, 1916
- Rasbora septentrionalis Kottelat, 2000
- Rasbora spilotaenia C. L. Hubbs & Brittan, 1954
- Rasbora steineri Nichols & C. H. Pope, 1927 (Chinese rasbora)
- Rasbora subtilis T. R. Roberts, 1989
- Rasbora sumatrana Bleeker, 1852
- Rasbora tawarensis M. C. W. Weber & de Beaufort, 1916
- Rasbora taytayensis Herre, 1924
- Rasbora tobana C. G. E. Ahl, 1934
- Rasbora tornieri C. G. E. Ahl, 1922 (Yellowtail rasbora)
- Rasbora trifasciata Popta, 1905
- Rasbora trilineata Steindachner, 1870 (Three-lined rasbora)
- Rasbora truncata Lumbantobing, 2010
- Rasbora tubbi Brittan, 1954
- Rasbora tuberculata Kottelat, 1995
- Rasbora vietnamensis Vasil'eva & Vasil'ev, 2013 [9]
- Rasbora volzii Popta, 1905
- Rasbora vulcanus H. H. Tan, 1999
- Rasbora vulgaris Duncker, 1904
- Rasbora wilpita Kottelat & Pethiyagoda, 1991

## Trong ẩm thực
Ở đồng bằng sông Cửu Long khi ùa gió chướng về báo hiệu sắp hết năm cũ sang năm mới, xuất hiện rất nhiều cá lòng tong. Có hai loại cá lòng tong phổ biến là lòng tong đá và lòng tong bay. Khi mùa nước nổi bắt đầu dâng ở các tỉnh đầu nguồn sông Tiền, sông Hậu, thì miệt hạ lưu sông Cửu Long dòng sông dâng nước. Đó cũng là thời điểm bắt đầu mùa cá lòng tong. Đối với cư dân sống ở miền Tây hình ảnh con cá lòng tong thân quen. Khi những đợt gió lạnh từ phương Bắc thổi về, nước các ao hồ, sông rạch chuyển sang trong hơn, người ta có thể nhìn thấy hàng đàn cá lòng tong bơi ở mặt nước nông, ăn móng.
Ở một số vùng sâu thuộc nông thôn miền Tây, khi có gió chướng, nước ròng sát, người ta kéo lưới bắt rất nhiều cá lòng tong. Ăn không hết để làm khô tết đãi khách. Ngoài ra, cá lòng tong kho mắm ăn chẳng thua gì cá linh non. Cá lòng tong kho tương ăn rất ngon. Cá lòng tong có thể chế biến nhiều món, nhưng ngon nhất và nổi tiếng nhất là cá lòng tong kho tiêu trong ơ đất với tóp mỡ. “Thiếp như con cá lòng tong/Đói đem kho quẹt đỡ lòng trống không”.